# Rue d'Avignon (Paris)
La rue d'Avignon, également écrit rue Davignon, est une ancienne voie de l'ancien 6e arrondissement de Paris disparue en 1853 lors du percement du boulevard de Sébastopol.

## Situation
Située dans le quartier des Lombards, cette voie d'une longueur de 63 mètres commençait au 20, rue Saint-Denis et se terminait aux 15-17, rue de la Savonnerie,.
Les numéros de la rue étaient noirs. Le dernier numéro impair était le no 11 et le dernier numéro pair était le no 10.

## Origine du nom
Selon Edgar Mareuse, initialement, elle portait le nom de « rue Davignon », sans apostrophe, nom d'un particulier, d'un propriétaire. Par altération, elle porte le nom de la ville d'Avignon.

## Historique
Vers l'an 1300, une partie de cette voie publique se nommait « rue Jean-le-Comte et Philippe-le-Comte ».
Elle est citée dans Le Dit des rues de Paris de Guillot de Paris sous le nom de « rue de la Basennerie ».
Sauval affirme qu'en 1300 elle n'avait pas de nom et qu'on la définissait ensuite sous le nom de « rue qui chiez en la Savonnerie » puis sous celui de « rue de la Galère »,.
En 1386, on l'appelait « rue Jean-Le Comte ».
En 1702, la rue, qui fait partie du quartier de Saint-Jacques-de-la-Boucherie, comporte 6 maisons et 3 lanternes.
Elle faisait autrefois un retour d'équerre jusqu'à la rue de la Heaumerie ; cette partie de la rue prend ensuite[Quand ?] le nom de rue Trognon.
Elle a également été appelée « cour Pierre-la-Pie » et « rue Davignon » jusqu'à sa disparition en 1853.
Une décision ministérielle, du 28 brumaire an VI (18 novembre 1797), signée Letourneux, fixe la largeur de cette voie publique à 6 mètres. Cette largeur est portée à 10 mètres, en vertu d'une ordonnance royale du 19 juillet 1840.
Elle disparaît en 1853 lors du percement de la rue de Rivoli.

Plan du percement de la section de la rue de Rivoli incluant la rue d'Avignon.